# 波纳 (多尔多涅省)
波纳（法語：Paunat，法語發音：[pona]）是法国多尔多涅省的一个市镇，属于贝尔热拉克区。

## 地理
波纳（44°54'21"N, 0°51'32"E）面积18.28 平方千米，位于法国新阿基坦大区多爾多涅省，该省份为法国西南部内陆省份，是法國本土面积第三大的省，大致对应佩里戈尔地区，北起顺时针与夏朗德省、上维埃纳省、科雷兹省、洛特省、洛特-加龙省、吉倫特省和滨海夏朗德省接壤。
与波纳接壤的市镇（或旧市镇、城区）包括：圣阿维德维亚拉尔、多尔多涅河畔阿勒、勒比格、利默伊、珀聚勒、特雷莫拉、卢伊尔河-科多河谷村。

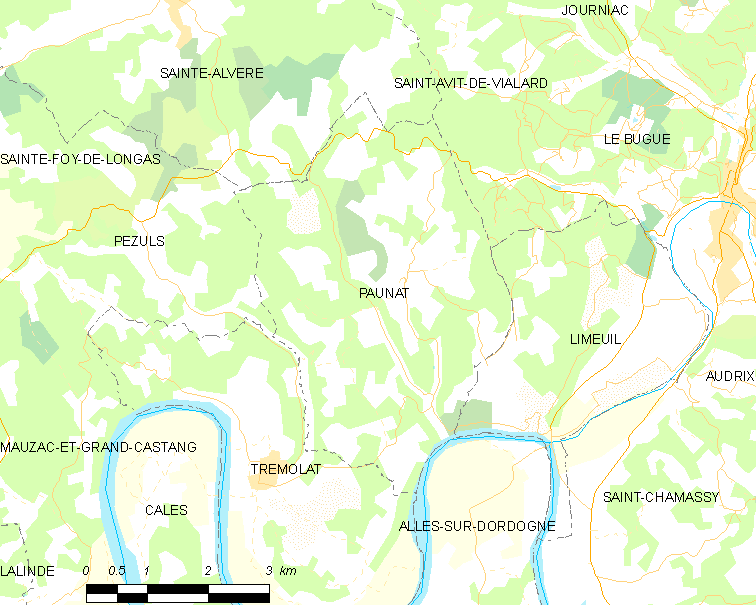
的OSM定位图

波纳的时区为UTC+01:00、UTC+02:00（夏令时）。

## 行政
波纳的邮政编码为24510，INSEE市镇编码为24318。

## 政治
波纳所属的省级选区为中佩里戈尔县。

## 人口

1962-2008年间人口变化图示

波纳于2022年1月1日时的人口数量为318人。